# Орланд (Індіана)
Орланд (англ. Orland) — місто (англ. town) в США, в окрузі Стойбен штату Індіана. Населення — 389 осіб (2020).

## Географія
Орланд розташований за координатами 41°43′50″ пн. ш. 85°10′21″ зх. д. / 41.73056° пн. ш. 85.17250° зх. д. (41.730557, -85.172366).  За даними Бюро перепису населення США в 2010 році місто мало площу 1,72 км², уся площа — суходіл.

## Демографія
Згідно з переписом 2010 року, у місті мешкали 434 особи в 168 домогосподарствах у складі 117 родин. Густота населення становила 253 особи/км².  Було 190 помешкань (111/км²).
Расовий склад населення:
| - 96,3 % — білих - 1,2 % — чорних або афроамериканців - 1,6 % — осіб інших рас |

До двох чи більше рас належало 0,9 %. Частка іспаномовних становила 9,0 % від усіх жителів.
За віковим діапазоном населення розподілялося таким чином: 24,0 % — особи молодші 18 років, 59,9 % — особи у віці 18—64 років, 16,1 % — особи у віці 65 років та старші. Медіана віку мешканця становила 40,2 року. На 100 осіб жіночої статі у місті припадало 100,0 чоловіків;  на 100 жінок у віці від 18 років та старших — 97,6 чоловіків також старших 18 років.
Середній дохід на одне домашнє господарство  становив 47 813 долари США (медіана — 42 188), а середній дохід на одну сім'ю — 54 600 доларів (медіана — 55 000). Медіана доходів становила 42 500 доларів для чоловіків та 16 406 доларів для жінок. За межею бідності перебувало 10,3 % осіб, у тому числі 13,9 % дітей у віці до 18 років та 3,4 % осіб у віці 65 років та старших.
Цивільне працевлаштоване населення становило 198 осіб. Основні галузі зайнятості: виробництво — 31,8 %, освіта, охорона здоров'я та соціальна допомога — 17,2 %, транспорт — 12,1 %, роздрібна торгівля — 9,1 %.